# Dierk Walter
Dierk Walter (* 16. April 1970 in Singen (Hohentwiel)) ist ein deutscher Historiker.

## Leben
Walter studierte von 1991 bis 1995 Geschichte und Politikwissenschaft an der Universität Augsburg (M.A.). Danach war er wissenschaftlicher Assistent für Neueste allgemeine Geschichte am Historischen Institut der Universität Bern. 2001 wurde er bei Stig Förster mit der Dissertation Preußische Heeresreformen 1807–1870. Militärische Innovation und der Mythos der „Roonschen Reform“ zum Dr. phil. (summa cum laude) promoviert. Es folgte eine Stelle als wissenschaftlicher Mitarbeiter am Arbeitsbereich „Theorie und Geschichte der Gewalt“ am Hamburger Institut für Sozialforschung. 2008 habilitierte er sich und erhielt die Venia Docendi für Neuere und Neueste Geschichte an der Philosophisch-Historischen Fakultät der Universität Bern. Von 2012 bis 2013 vertrat er die Professur für Neuere und Neueste Geschichte am Historischen Institut der Universität zu Köln. Von 2013 bis 2015 war er wissenschaftlicher Mitarbeiter beim Forschungsprojekt „Krise und Transformation von Imperien“ des Hamburger Instituts für Sozialforschung.
Walter ist Mitglied des Arbeitskreises Militärgeschichte, des Verbandes der Historiker und Historikerinnen Deutschlands, des Arbeitskreises Historische Friedensforschung und des Arbeitskreises Militär und Gesellschaft in der Frühen Neuzeit. Er ist zudem Autor und Herausgeber mehrerer militärhistorischer Bücher.

## Schriften (Auswahl)

### Monografien
- Preußische Heeresreformen 1807–1870. Militärische Innovationen und der Mythos der „Roonschen Reform“ (= Krieg in der Geschichte, Band 16). Schöningh, Paderborn u. a. 2003, ISBN 3-506-74484-4.
- Zwischen Dschungelkrieg und Atombombe. Britische Visionen vom Krieg der Zukunft 1945–1971. Hamburger Edition, Hamburg 2009, ISBN 978-3-86854-202-8.
- Organisierte Gewalt in der europäischen Expansion. Gestalt und Logik des Imperialkrieges. Hamburger Edition, Hamburg 2014, ISBN 978-3-86854-280-6.

### Herausgeberschaften
- mit Stig Förster, Markus Pöhlmann: Schlachten der Weltgeschichte. Von Salamis bis Sinai. C.H. Beck, München 2001, ISBN 3-406-48097-7.
- mit Stig Förster, Markus Pöhlmann: Kriegsherren der Weltgeschichte. 22 historische Portraits. C.H. Beck, München 2006, ISBN 978-3-406-54983-0.
- mit Günther Kronenbitter, Markus Pöhlmann: Besatzung. Funktion und Gestalt militärischer Fremdherrschaft von der Antike bis zum 20. Jahrhundert (= Krieg in der Geschichte, Band 28). Schöningh, Paderborn u. a. 2006, ISBN 3-506-71736-7.
- mit Bernd Greiner, Christian Th. Müller: Heiße Kriege im Kalten Krieg (= Studien zum Kalten Krieg, Band 1). Hamburger Edition, Hamburg 2006, ISBN 978-3-936096-61-3.
- mit Bernd Greiner, Christian Th. Müller: Krisen im Kalten Krieg (= Studien zum Kalten Krieg, Band 2). Hamburger Edition, Hamburg 2008, ISBN 978-3-936096-95-8.
- mit Bernd Greiner, Christian Th. Müller: Angst im Kalten Krieg (= Studien zum Kalten Krieg, Band 3). Hamburger Edition, Hamburg 2009, ISBN 978-3-86854-213-4.
- mit Tanja Bührer, Christian Stachelbeck: Imperialkriege von 1500 bis heute. Strukturen – Akteure – Lernprozesse. Im Auftrag des Militärgeschichtlichen Forschungsamtes. Schöningh, Paderborn u. a. 2011, ISBN 978-3-506-77337-1.
- mit Birthe Kundrus: Waffen, Wissen, Wandel. Anpassung und Lernen in transkulturellen Erstkonflikten. Hamburger Edition, Hamburg 2012, ISBN 978-3-86854-241-7.
- mit Flavio Eichmann, Markus Pöhlmann: Globale Machtkonflikte und Kriege. Festschrift für Stig Förster zum 65. Geburtstag. Ferdinand Schöningh, Paderborn 2016, ISBN 978-3-506-78392-9.